# Contea di Union (Dakota del Sud)
La contea di Union ( in inglese Union County ) è una contea dello Stato del Dakota del Sud, negli Stati Uniti. La popolazione al censimento del 2000 era di 12 584 abitanti. Il capoluogo di contea è Elk Point.